# 石神町 (岡崎市)
石神町（いしがみちょう）は、愛知県岡崎市の町名である。丁番を持たない単独町名である。

## 地理
岡崎市のやや北に位置する。町内を流れる伊賀川の河川敷には桜が植えられており、春には多くの見物客で賑わう。

### 河川
- 伊賀川

### 番地
| - 1 - 2 - 3 - 5 - 6 - 7 | - 8 - 9 - 10 - 11 - 12 - 13 | - 14 - 15 - 16 - 17 - 18 - 19 |

## 世帯数と人口
2019年（令和元年）5月1日現在の世帯数と人口は以下の通りである。
| 町丁   | 世帯数  | 人口  |
| ------ | ------- | ----- |
| 石神町 | 297世帯 | 647人 |

### 人口の変遷
国勢調査による人口の推移
| 1995年（平成7年）  | 611人 | [ 6 ]  |  |
| 2000年（平成12年） | 592人 | [ 7 ]  |  |
| 2005年（平成17年） | 643人 | [ 8 ]  |  |
| 2010年（平成22年） | 602人 | [ 9 ]  |  |
| 2015年（平成27年） | 639人 | [ 10 ] |  |

## 小・中学校の学区
市立小・中学校に通う場合、学区は以下の通りとなる。
| 番・番地等 | 小学校             | 中学校           |
| ---------- | ------------------ | ---------------- |
| 全域       | 岡崎市立井田小学校 | 岡崎市立葵中学校 |

## 歴史
額田郡稲熊村の一部を前身とする。
1973年3月3日、岡崎都市計画石神土地区画整理事業の完了に伴い、伊賀町及び稲熊町の一部が独立し、石神町となった1972年に設置された伊賀公園に伊賀町だった名残が残る。

### 史跡
- 石神町古墳

## 施設

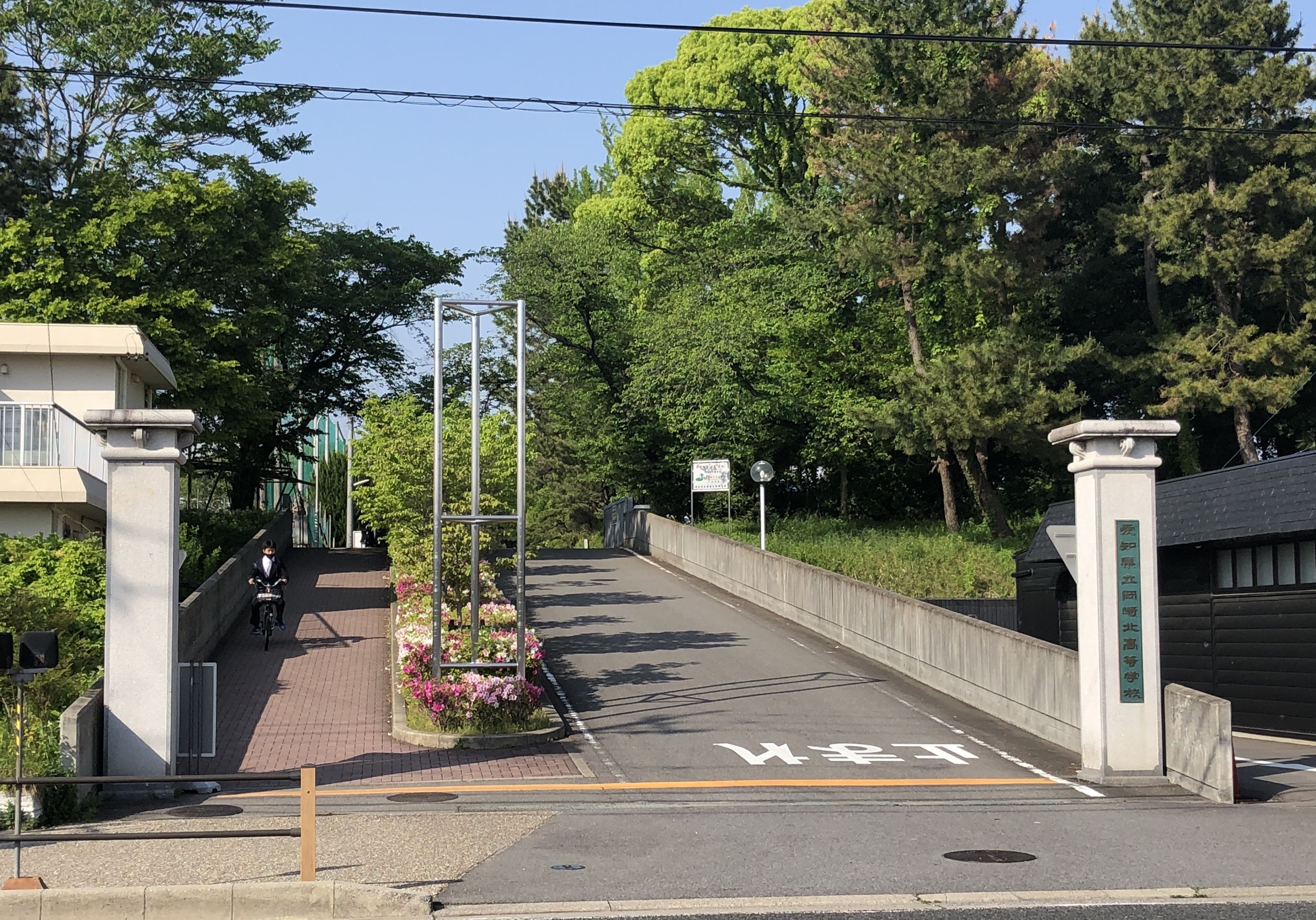
愛知県立岡崎北高等学校

伊賀公園

- 愛知県立岡崎北高等学校
- 伊賀公園
- 彰徳院

## 交通
道路
- 都市計画道路日名橋線[14]
  - 平針街道
- 伊賀川桜堤

バス
- 名鉄バス
  - 大沼線
  - 大門駅・市民病院線
  - 大樹寺・病院線
- まちなかにぎわいバス
  - 南北ルート

## その他

### 日本郵便
- 郵便番号 : 444-0079[4]（集配局：岡崎郵便局[15]）。

## 参考資料
- 「角川日本地名大辞典」編纂委員会 編『角川日本地名大辞典 23 愛知県』角川書店、1989年。
- 平凡社 編『日本歴史地名大系 23 愛知県の地名』1981年。
- 新編岡崎市史編さん委員会 編『新編岡崎市史 総集編 20』1993年3月15日。